# 303º Gruppo volo autonomo
Il 303º Gruppo volo autonomo è stato un gruppo di volo dell'Aeronautica Militare, basato presso l'aeroporto di Guidonia.
Il suo primo comandante fu il maggiore pilota Antonio Bruno (Rodi, 1932 - Alghero, 2013) che, unendo la forze ed i velivoli delle squadrigle monomotori (T6 e Siai 208) e plurimotori (Piaggio P.166 M, Beachgraft C45,DC 3 Dakota) che formavano la linea dell'allora Reparto Volo della II Regione Aerea, formò il Gruppo assumendone il comando nel 1975 circa. Lo stemma del Gruppo, coppia di fenicotteri su sfondo rosso, venne "coniato" proprio in quel periodo. Successivamente il Gruppo fu equipaggiato con i velivoli Piaggio P.166DL3 APH e Piaggio P180 Avanti. Il 30 giugno 2000 il 71º Gruppo assorbe il personale ed i velivoli Piaggio P.166 DL3 aerofotogrammetrici e i Piaggio P180 Avanti del 303º Gruppo volo autonomo, trasferitosi da Guidonia a Pratica di Mare, il suo ultimo comandante è stato il Tenente colonnello pilota Rino Todero.